# Класс сложности
В теории алгоритмов классами сложности называются множества вычислительных задач, примерно одинаковых по сложности вычисления. Говоря более узко, классы сложности — это множества предикатов (функций, получающих на вход слово и возвращающих ответ 0 или 1), использующих для вычисления примерно одинаковые количества ресурсов.
Для каждого класса существует категория задач, которые являются «самыми сложными» в данном классе. Это означает, что любая задача из класса сводится к такой задаче, и притом сама задача лежит в классе. Такие задачи называют полными задачами (англ. -complete) для данного класса. Наиболее известной полной задачей являются NP-полная задача.
Полные задачи — удобный инструмент для доказательства равенства классов. Достаточно для одной такой задачи предоставить алгоритм, решающий её и принадлежащий более маленькому классу, и равенство будет доказано.

## Определение

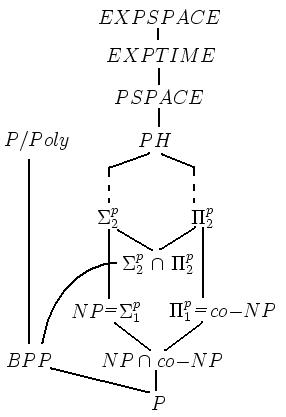
Иерархия классов сложности.

Иерархия классов сложности.

Примерное положение BQP на карте классов NP, P, PSPACE.

Каждый класс сложности (в узком смысле) определяется как множество предикатов, обладающих некоторыми свойствами. Типичное определение класса сложности выглядит так:
Классом сложности X называется множество предикатов P(x), вычислимых на машинах Тьюринга и использующих для вычисления O(f(n)) ресурса, где n — длина слова x.
В качестве ресурсов обычно берутся время вычисления (количество рабочих тактов машины Тьюринга) или рабочая зона (количество использованных ячеек на ленте во время работы). Языки, распознаваемые предикатами из некоторого класса (то есть множества слов, на которых предикат возвращает 1), также называются принадлежащими тому же классу.
Кроме того, многие классы могут также быть описаны в терминах математической логики или теории игр.
Классы принято обозначать прописными буквами. Дополнение к классу C (то есть класс языков, дополнения которых принадлежат C) обозначается co-C.

## Отношения между классами
Все классы сложности находятся в иерархическом отношении: одни включают в себя другие. Однако про большинство включений неизвестно, являются ли они строгими. Одна из наиболее известных открытых проблем в этой области — равенство классов P и NP. Если это предположение верно (в чём многие учёные сомневаются), то представленная справа иерархия классов сильно свернётся. На данный момент наиболее распространённой является гипотеза о невырожденности иерархии (то есть все классы различны). Кроме того, точно известно, что EXPSPACE не равен классу PSPACE.

## Иерархия по времени и иерархия по памяти
Рассмотрим функцию f и входную цепочку длиной n. Тогда класс DTIME(f(n)) определяют как класс языков, принимаемых детерминированными машинами Тьюринга, заканчивающими свою работу за время, не превосходящее f(n). Класс NTIME(f(n)), в свою очередь, определяют как класс языков, принимаемых недетерминированными машинами Тьюринга, заканчивающими свою работу за время, не превосходящее f(n). Отметим, что ограничения на память при определении данных классов отсутствуют.
Аналогично иерархии по времени вводится иерархия по памяти. Класс DSPACE(f(n)) обозначает класс языков, принимаемых детерминированными машинами Тьюринга, использующих не более f(n) ячеек памяти на рабочих лентах. Класс NSPACE(f(n)) определяют как класс языков, принимаемых недетерминированными машинами Тьюринга, использующих не более f(n) ячеек памяти на рабочих лентах. Временные ограничения при определении данных классов отсутствуют.
Аналогично определяются и другие подобные рассмотренным выше классы. Приведем используемые сокращения:
- D — детерминированный (детерминистический)
- N — недетерминированный
- R — вероятностный с ограниченной односторонней ошибкой
- B — вероятностный с ограниченной двусторонней ошибкой
- BQ — квантовый с ограниченной двусторонней ошибкой